# Fred Upton
Pour les articles homonymes, voir Upton (homonymie).
Frederick Stephen Upton dit Fred Upton, né le 23 avril 1953 à Saint-Joseph (Michigan), est un homme politique américain.
Membre du Parti républicain, il représente son État natal à la Chambre des représentants des États-Unis de 1987 à 2023.
Il est l'oncle de l'actrice et mannequin Kate Upton et le petit-fils de Louis Upton, cofondateur de la Whirpool Company.

## Biographie

### Jeunesse et débuts en politique
Fred Upton est originaire de Saint-Joseph dans le sud-ouest du Michigan. Il est diplômé de l'université du Michigan en 1975.
Après ses études, il travaille pour le représentant du Michigan David Stockman (en) au Congrès des États-Unis de 1976 à 1980. Il suit Stockman au Bureau de la gestion et du budget de 1981 à 1985, lorsque celui-ci est nommé dans l'administration Reagan,.

### Représentant des États-Unis

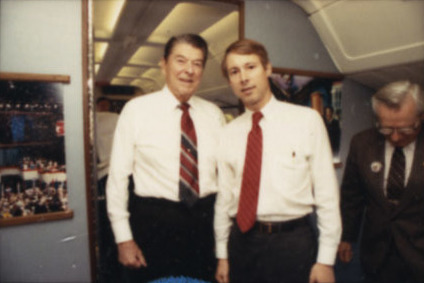
Ronald Reagan et Fred Upton en 1988.

En 1986, âgé de 33 ans, Fred Upton se présente à la Chambre des représentants des États-Unis dans le 4e district du Michigan, une circonscription rurale et conservatrice du sud-ouest du Michigan. Il décroche l'investiture du Parti républicain en battant le représentant sortant, Mark Siljander (en), fondamentaliste chrétien et successeur de Stockman au Congrès. Upton rassemble en effet 55 % des voix lors de la primaire, en se présentant comme un conservateur plus classique que Siljander. En novembre 1986, il est élu représentant des Etats-Unis avec 62 % des suffrages face au démocrate Dan Roche.
À partir des élections de 1992, son district devient le 6e district du Michigan. Mettant en avant son travail bipartisan, Fred Upton est facilement réélu tous les deux ans, à l'exception de l'élection de 2018 — la plus serrée de sa carrière.
Du 112e au 114e congrès, il préside la commission sur l'énergie et le commerce de la Chambre des représentants.

## Positions politiques
Fred Upton est considéré comme un républicain modéré,.
Climatosceptique, il reconnait l'existence du réchauffement climatique mais estime que l'activité humaine n'y tient aucun rôle. Il s'est opposé aux mesures visant à protéger l'environnement, utilisant pour cela sa fonction de président de la commission sur l'énergie et le commerce de la Chambre des représentants. Il est l'auteur en 2011 d'un projet de loi, adopté par la Chambre mais rejeté par le Sénat à majorité démocrate, visant à interdire à l'Environmental Protection Agency de promulguer des réglementations relatives à la lutte contre le changement climatique.
Durant l'hiver 2019-2020, Fred Upton s'oppose à la procédure de destitution initiée par les démocrates à l'encontre de Donald Trump.
Le 13 janvier 2021, après l'assaut du Capitole par des partisans de Donald Trump, il est l'un des dix élus républicains à voter en faveur de la mise en accusation de Trump, estimant que le Congrès doit envoyer un message clair au président et ajoutant « trop, c'est trop » (« enough is enough »). Il devient ainsi le premier représentant de l'histoire à voter l'impeachment de deux présidents différents, après avoir voté la mise en accusation de Bill Clinton en 1998.

## Historique électoral

### Chambre des représentants
| Année       | Fred Upton | Dém    | Lib   | Ind   | Vert  | UST   | Reform | NLP   |
| ----------- | ---------- | ------ | ----- | ----- | ----- | ----- | ------ | ----- |
| Année       |            |        |       |       |       |       |        |       |
| 4e district |            |        |       |       |       |       |        |       |
| 1986        | 61,9 %     | 36,6 % | —     | 1,5 % | —     | —     | —      | —     |
| 1988        | 70,8 %     | 29,2 % | —     | —     | —     | —     | —      | —     |
| 1990        | 57,8 %     | 42,2 % | —     | —     | —     | —     | —      | —     |
| 6e district |            |        |       |       |       |       |        |       |
| 1992        | 61,8 %     | 38,2 % | —     | —     | —     | —     | —      | —     |
| 1994        | 73,5 %     | 25,5 % | —     | —     | —     | —     | —      | 1,0 % |
| 1996        | 67,7 %     | 30,7 % | 1,6 % | —     | —     | —     | —      |       |
| 1998        | 70,1 %     | 28,1 % | 1,1 % | —     | —     | —     | —      | 0,7 % |
| 2000        | 67,9 %     | 29,2 % | 1,5 % | —     | —     | 0,5 % | 0,8 %  | —     |
| 2002        | 62,9 %     | 29,3 % | —     | —     | —     | —     | 1,5 %  | —     |
| 2004        | 65,3 %     | 32,4 % | 0,8 % | —     | 0,8 % | 0,7 % | —      | —     |
| 2006        | 60,6 %     | 37,9 % | 1,5 % | —     | —     | —     | —      | —     |
| 2008        | 58,9 %     | 38,6 % | 1,5 % | —     | 1,1 % | —     | —      | —     |
| 2010        | 62,0 %     | 33,6 % | 1,7 % | —     | 0,9 % | 1,8 % | —      | —     |
| 2012        | 54,6 %     | 42,6 % | 2,0 % | —     | —     | 0,8 % | —      | —     |
| 2014        | 55,9 %     | 40,4 % | 2,6 % | —     | 1,1 % | —     | —      | —     |
| 2016        | 58,6 %     | 36,4 % | 4,9 % | —     | —     | —     | —      | —     |
| 2018        | 50,2 %     | 45,7 % | —     | —     | —     | 4,1 % | —      | —     |
| 2020        | 55,8 %     | 40,1 % | 2,7 % | 0,1 % | 1,2 % | —     | —      | —     |